# Алил-ага
Алил-ага, или Халил-ага, легендарни је херој из српске епске народне поезије који је приказан као непријатељ Марка Краљевића. Његов лик је можда заснован на османском великом везиру Чандарли Али-паши из времена Косовске битке.
Алил-ага се први пут јавља у епској пјесми „Марко Краљевић и Алил-ага”, коју је отпјевала Живана Антонијевић, а забиљежио Вук Стефановић Караџић у дјелу Пјесме јуначке најстарије, књига друга 1845. У овој пјесми Марко је лукав и духовит. Ова пјесма одговара мотиву из „Легенди о Теодорику Великом”. У овој пјесми Живана говори о светој дужности „побратимства”. Када Алил-ага схвата да ће изгубити и да ће морати платити својим животом, он прихвата да буде Марков брат пред Богом. Обојица су постала браћа за цио живот. У пјесми „Марко Краљевић и Мина од Костура”, Алил-ага се назив Марковим побратимом.
Алил-ага изазива Краљевића Марка на двобој. Марко то одбија правдајући се да је болестан, али га Алил-ага стално изазива. Након посјете кадији, договоре се да се одмјере на други начин. Прво избацују стријеле, и Маркова оде знатно даље од Алилове. Марко на крају побјеђује у томе надметању, а ага бојећи се за живот нуди Марку разне ствари. Марко се задовољи са три товара блага, и касније заједно сарађују добро у разним подухватима.